# Fabienne Feraez
Fabienne Feraez (6 augustus 1976) is een Benins atlete, die is gespecialiseerd in de 200 m. Tweemaal nam ze deel aan de Olympische Spelen, maar bleef medailleloos. 

## Biografie
Fabienne Beraez werd geboren in Frankrijk. Sinds 12 augustus 2003 heeft ze de Beninse nationaliteit.
In 2004 kwalificeerde Feraez zich voor de Olympische Spelen. Ze werd uitgeschakeld in de kwartfinales van de 200 m. Vier jaar later plaatste Feraez zich voor de Olympische Spelen in Peking. Ditmaal geraakte ze niet door de eerste ronde. Feraez was vlaggendrager tijdens de openingsceremonie.
In 2006 behaalde Feraez een bronzen medaille tijdens de 200 m op de Afrikaanse kampioenschappen.

## Persoonlijke records
Outdoor
| Onderdeel | Prestatie              | Datum           | Plaats    |
| --------- | ---------------------- | --------------- | --------- |
| 100 m     | 11,55 s (+1,4 m/s)     | 5 augustus 1998 | Montauban |
|           | 11,55 s (NR)           | 12 mei 2006     | Doha      |
| 200 m     | 22,81 s (+0,7 m/s)(NR) | 16 juli 2005    | Angers    |
| 400 m     | 51,47 s (NR)           | 14 juli 2006    | Rome      |

Indoor
| Onderdeel | Prestatie   | Datum            | Plaats   |
| --------- | ----------- | ---------------- | -------- |
| 60 m      | 7,44 s (NR) | 4 februari 2005  | Eaubonne |
| 200 m     | 23,78 s     | 15 februari 1998 | Bordeaux |

## Palmares

### 200 m
Kampioenschappen
- 2003: 8e Afrikaanse Spelen - 23,89 s
- 2005: 7e IAAF Wereldatletiekfinale – 23,21 s
- 2006: 8e IAAF Wereldatletiekfinale – 23,31 s
- 2006:  Afrikaanse kamp. – 23,15 s

Golden League-podiumplekken
- 2005:  Memorial Van Damme – 23,39 s